# Lodovico Capponi le Jeune
Lodovico Capponi le Jeune, né le 19 mars 1534 et mort le 6 mai 1614 à Florence, est un banquier, mécène et homme de cour florentin, fils de Lodovico Capponi l'Ancien et de Caterina Ridolfi. Il est le dernier de quatre sœurs et  deux frères,.

## Biographie
Lodovico Capponi, un des courtisans préférés de Côme de Médicis, est un personnage fort cultivé et amateur d'art (il fut le mécène d'artistes comme Bronzino ou Allori). Ayant à peine vingt ans, il fait un séjour à Rome en 1552 accueilli chez le cardinal Salviati où il devient l'ami intime de son neveu, Giovan Battista. Offensé par le capitaine Antonio Buondelmonti (dit « Tognone »), il le défie en duel, mais à cause de nombreuses délations les deux  finissent par s'accommoder d'un procès-verbal que Capponi présente à Girolamo Muzio, la plus grande autorité de l'époque pour les questions chevaleresques. Capponi part donc pour Naples où il courtise la veuve du marquis del Vasto et fréquente la cour du vice-roi Pierre de Tolède[Qui ?][pas clair]. Après un bref séjour à Venise et à Bologne chez son vieil oncle avare, Francesco Capponi, il rentre à Florence.  S'intéressant aux belles-lettres, il se voit dédier par Francesco Giocondi son Breve discorso delle cose seguite in Italia dal '94 in qua... en 1552. 
Outre son immense fortune, il est considéré comme l'un des hommes les plus fascinants de son époque et son portrait célèbre peint par Bronzino (1550-1555) témoigne encore après des siècles de son élégance toute royale et de la fascination qu'il exerce à toute époque. Ce tableau est demeuré dans la famille Capponi jusqu'à la fin du XIXe siècle, puis a été acquis par la collection Liechtenstein à Vienne, avant d'être acheté par la Frick Collection de New York. Lodovico Capponi a été portraituré aussi sous les traits de Saint Jean-Baptiste par Bronzino ; ce tableau se trouve aujourd'hui à la Galerie Borghèse de Rome, et Alessandro Allori a peint un autre portrait de Lodovico Capponi qui se trouve au musée des Offices à Florence.
Lodovico Capponi a vécu une liaison tumultueuse avec Maddalena Vettori, jeune femme richissime héritière de 30 000 ducats qu'il a connue lors d'un séjour dans sa villa qui se trouvait à côté de celle des Salviati : Maddalena était devenue la belle-fille de Piero Salviati, après le remariage de sa mère devenue veuve, et il l'avait destinée à épouser son fils qu'il avait eu d'un mariage précédent.

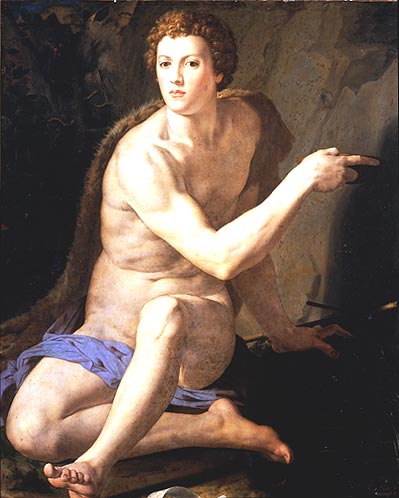
Saint Jean-Baptiste, par Bronzino, Galerie Borghèse

Cependant le fils Salviati trouve la mort au combat et Piero Salviati n'approuvant par l'amour de Maddalena pour Lodovico (ce mariage étant mal vu par Côme de Médicis qui avait interdit à la mère de Maddalena de consentir au mariage) la fait enfermer dans un couvent. Capponi, animé d'un amour ardent, fait une demande en mariage qui est encore refusée par Salviati. La jeune femme réussit cependant à trouver un appui auprès de Côme de Médicis qui l'envoie comme dame de compagnie à la cour d'Éléonore de Tolède au Palais Pitti, mais il lui est interdit de sortir seule du palais et les seules occasions où il est devenu possible de la voir sont celles où elle fait partie de cortèges officiels qui passent par la via Maggio et le pont Santa Trinita. C'est ainsi que Lodovico fait l'acquisition d'un palais donnant sur le trajet, le palazzo Capponi-Vettori (donnant sur le Lungarno), sous lequel la foule de curieux se pressait lorsque les cortèges passaient, pour être témoin des regards passionnés qu'échangeaient les deux amoureux séparés. C'est grâce à l'intercession de la grande-duchesse que finalement Salviati cède et que le mariage peut enfin être célébré, le 21 juillet 1558, en l'église San Pietro a Scheraggio, après toutes les péripéties que le couple avait endurées.
Le banquet de mariage a lieu piazza Santa Trinita et un chroniqueur de l'époque rapporte que « les confetti pleuvaient comme grêle au printemps et le vin coulait à flot. »
L'épilogue de cette histoire matrimoniale ne fut pas heureux : le mariage finit par se disloquer une dizaine d'années plus tard à cause de désaccords conjugaux causés par la mauvaise influence de la mère sur le fils du couple, Bernardino.
En 1558, Lodovico Capponi fit partie de la suite de la princesse Lucrèce partie épouser Alphonse d'Este à Ferrare. Deux années plus tard, il accompagne Côme de Médicis à Rome et il y retourne en 1570 lorsque Côme est couronné comme grand-duc. À la mort du grand-duc Côme de Médicis, Lodovico Capponi est l'un de ceux qui portèrent le baldaquin du défunt souverain à ses obsèques.
Lodovico Capponi faisait partie de l'Accademia fiorentina où il rencontraient les lettrés de son époque. À partir de 1572, il entretint une correspondance érudite et non exempte d'objectifs politiques, avec sainte Catherine de Ricci, dominicaine du couvent San Vincenzo di Prato, dont les frères Capponi étaient les protecteurs.

## Famille
De son mariage avec Maddalena Vettori, il a six enfants :
- Vittoria, épouse Giovanfrancesco Ridolfi,
- Clarice, épouse Mario Doni
- Giovanna, devenue religieuse
- Maddalena, devenue religieuse
- Giulio
- Bernardino